# Elmira (Kalifornia)
Elmira – jednostka osadnicza w Stanach Zjednoczonych, w stanie Kalifornia, w hrabstwie Solano.